# 横浜ナポリタン
横浜ナポリタン（よこはまナポリタン）は美濃屋あられ製造本舗が作る米菓。2010年7月に発売開始。

## 概要
- 「横浜発祥シリーズ」の第2弾。
- トマトケチャップ、ローストオニオン、ベーコン風味調味料等が使われ、洋食屋さんのナポリタンが再現されている。
- ケチャップ中の約60%は日本で初めて作られたケチャップの復刻版「清水屋ケチャップ」。残りの約40%はカゴメの業務用ケチャップ「バタークリーミーケチャップ」である。
- パッケージ中にあるコックさんのエプロンに刷り込まれた「D' Angelo」は2010年9月ロードショーの映画「恋するナポリタン 〜世界で一番おいしい愛され方〜」とのコラボレーションから入れられている。
- 日本ナポリタン学会の公式認定商品第1号でもある。